# Maladera significans
Maladera significans är en skalbaggsart som beskrevs av Brenske 1898. Maladera significans ingår i släktet Maladera och familjen Melolonthidae. Inga underarter finns listade i Catalogue of Life.